# Gavin MacLeod
Gavin MacLeod   (Mount Kisco, 28 de febrer de 1931 - Palm Desert, 29 de maig de 2021), nascut Allan George See, fou un actor estatunidenc, conegut per haver interpretat el capità Stubing a la sèrie dels 80 "Vacaciones en el mar" (The Love Boat, en el títol original). Es va començar a fer popular gràcies la sèrie de televisió The Mary Tyler Moore Show (1970-1977) on interpretava al redactor Murray Slaughter i on va tenir dues nominacions als Globus d'Or. Va fer una llarga carrera al cinema i a la televisió, compartint pel·lícules amb Clint Eastwood a "Els herois de Kelly"; amb Barbara Stanwyck i Linda Evans a la sèrie "La gran vall"; i a la pel·lícula "La festa", amb Peter Sellers. Va estar nominat cinc vegades als Globus d'Or, però no es va endur mai el guardó. Va morir als 90 anys a la seva casa de California.